# Perigea xanthioides
Perigea xanthioides är en fjärilsart som beskrevs av Achille Guenée 1852. Perigea xanthioides ingår i släktet Perigea och familjen nattflyn. Inga underarter finns listade i Catalogue of Life.